# The achromatic island
|  | Denne artikel er oprettet af botten PalnaBot ud fra en ekstern database. Den kan derfor have sproglige fejl eller mangler. Denne skabelon kan fjernes efter kontrol af indholdet. |

The achromatic island er en dokumentarfilm fra 2010 instrueret af Sofie Thorsen efter manuskript af Sofie Thorsen.

## Handling
Den danske billedkunstner Sofie Thorsens "The Achromatic Island" er en film om at se, men fra et konkret og historisk specifikt perspektiv. Som en konceptuel synsprøve konfronterer den både tilskueren og sin usynlige hovedperson med en række statiske long-takes af de pittoreske landskaber på Limfjordsøen Fur, hvor en sjælden, arvelig øjensygdom indtil 1930'erne gjorde en række af beboerne farveblinde og følsomme overfor lys. Thorsens film forsøger at genskabe den farveblinde oplevelse fotografisk, baseret på et interview med en ældre mand, og den personlige historie antyder samtidig de forandringer og problemer, som det landlige Danmark står overfor i dag. "The Achromatic Island" er imidlertid baseret på yderligere, medicinsk research, hvis grænser først bliver tydelige i Thorsens projekt: er det muligt at forklare det synlige i ord? Og kan et menneskes perception rekonstrueres fotografisk?